# Orlando Fernández (Leichtathlet)
Orlando Fernández (* 10. August 2007) ist ein venezolanischer Leichtathlet, der sich auf den Speerwurf spezialisiert hat.

## Sportliche Laufbahn
Erste Erfahrungen bei internationalen Meisterschaften sammelte Orlando Fernández im Jahr 2024, als er bei den U20-Südamerikameisterschaften in Lima mit 67,70 m die Bronzemedaille gewann. Anschließend gelangte er bei den U20-Weltmeisterschaften ebendort mit 65,31 m auf Rang elf. Im September gewann er bei den U23-Südamerikameisterschaften in Bucaramanga mit 72,09 m die Bronzemedaille hinter dem Paraguayer Lars Flaming und Lautaro Techera aus Uruguay. Daraufhin siegte er bei den U18-Südamerikameisterschaften in San Luis mit 74,99 m im Speerwurf und belegte im Diskuswurf mit 42,45 m den achten Platz.
2024 wurde Fernández venezolanischer Meister im Speerwurf.